# Geositta rufipennis
A Geositta rufipennis a madarak (Aves) osztályának verébalakúak (Passeriformes) rendjébe és a fazekasmadár-félék (Furnariidae) családjába tartozó faj.

## Rendszerezése
A fajt Hermann Burmeister német zoológus és entomológus írta le 1860-ban, a Geobamon nembe  Geobamon rufipennis néven, innen helyezték jelenlegi nemébe.

## Alfajai
- ̈Geositta rufipennis fasciata (Philippi & Landbeck, 1864)
- ̈Geositta rufipennis fragai Nores, 1986
- ̈Geositta rufipennis giaii Contreras, 1976
- ̈Geositta rufipennis harrisoni Marin, Kiff & Pena, 1989
- ̈Geositta rufipennis hoyi Contreras, 1980
- ̈Geositta rufipennis ottowi G. Hoy, 1968
- ̈Geositta rufipennis rufipennis (Burmeister, 1860)[2]

## Előfordulása
Argentína, Bolívia és Chile területén honos. A természetes élőhelye szubtrópusi és  trópusi füves puszták és bokrosok.

## Megjelenése
Testhossza 14–17 centiméter, testtömege 25–54 gramm.

## Életmódja
Ízeltlábúakkal táplálkozik, de néha magvakat is fogyaszt.